# حركة صدوية
الحركة الصدوية أو الأداء الصدوي أو مرض ايكوبراكسيا (بالإنجليزية: Echopraxia)‏ هو مرض يصنف من الامراض النفسية الشائعة بين الناس بتقليد بعضهم البعض بدون وعي. الايكوبراكسيا أو المعروف أيضا بالأداء الصدوي وهو أيضا عنوان 2014 لرواية (بيتر واتس) وهو عبارة عن تقليد أو تكرار لاإرادي لحركات الغير.

## التعريف بالمرض
1-الحركة الصدوية هو التكرار الغير طوعي أو تقليد تصرفات شخص اخر من دون وعي صريح وهو معروف منذ فترة طويلة على انه سمة اساسية من متلازمة توريت.
تعتبر معقدة التشنج ولكنه يحدث أيضا في طيف وجود اضطرابات الفصام والجمود وفقدان القدرة على الكلام والاضطرابات التي تنطوي على ردة الفعل، كما لوحظ اداء صدوي في الاشخاص الذين يعانون من الفص الجبهي، اسبابه والعلاقة بينه وبين الاداء الصدوي غير محدد.

## خصائص المرض
ايكوبراكسيا أو الاداء الصدوي التطابق الغير طوعي من إجراء الملاحظة ويمكن تقليد حركات تترواح من المهام الحركية البسيطة مثل التقاط الهاتف لأعمال العنف لضرب شخص ما.
ويكمن هذا المرض في تقليد الاجراءات المادية واللفظية للأشخاص، وخطورة هذا المرض إذا تعلم الأطفال ما بين (2 أو 3) سنة التقليد الذي فيه العنف عندها تصبح هذه السلوكيات ردود فعل وليسة وسيلة للتعلم 3-(نسخ السلوكيات).

### أسبابها الفسيولوجيا والمرضية
الأداء الصدوي هو عرض من أعراض نموذجية من متلازمة توريت ولكن لم يتم توضيح الأسباب أيضا.
الفص الجبهي أحد اسباب التقليد النظري الذي يخضع لنقاش مستمر ويحيط به نظام مرآة الخلايا العصبية، وهي مجموعة من الخلايا العصبية في التلفيف الجبهي السفلي من الدماغ الذي قد يؤثر على سلوكيات التقليد.

## تشخيص المرض
لا يوجد أي اختبار رسمي لتشخيص. فمن الأسهل تميز الأفراد فوق سن الخامسة، وذلك لأن الأطفال الصغار كثيرا ما يقلدون تصرفات الآخرين. ويمكن تقسيم التقليد إلى نوعين: التعلم والتقليد التلقائي يحدث عندما يكون الشخص يقلد بوعي إجراء ملحوظ من أجل معرفة الآلية وراء هذا العمل وأداء ذلك بنفسه. تبدأ نسخ الحركات عند الأطفال بعد الولادة ويبدأ هذا السلوك للحد من سن ثلاث سنوات، ومن الصعب التفريق بين التعلم المقلد والتعلم التلقائي.
الاداء الصدوي الذي يمكن تمييزه بسهولة للأفراد الأكبر سنا، وذلك بسبب تصرفاتهم فيما يتعلق بسلوكياتهم لانها تكون متباينة. أفاد الباحثون ان الشعور بالحاجة لا يمكن السيطرة عليه لتنفيذ إجراء بعد رؤيته. هذا سلوك تلقائي أحيانا في البالغين الأصحاء (على سبيل المثال، عندما يكون الشخص يلاحظ شخص يتثاوب، وقال انه أو قد يفعل الشيء نفسه)؛ لا تعتبر هذه السلوكيات أداء صدوي.

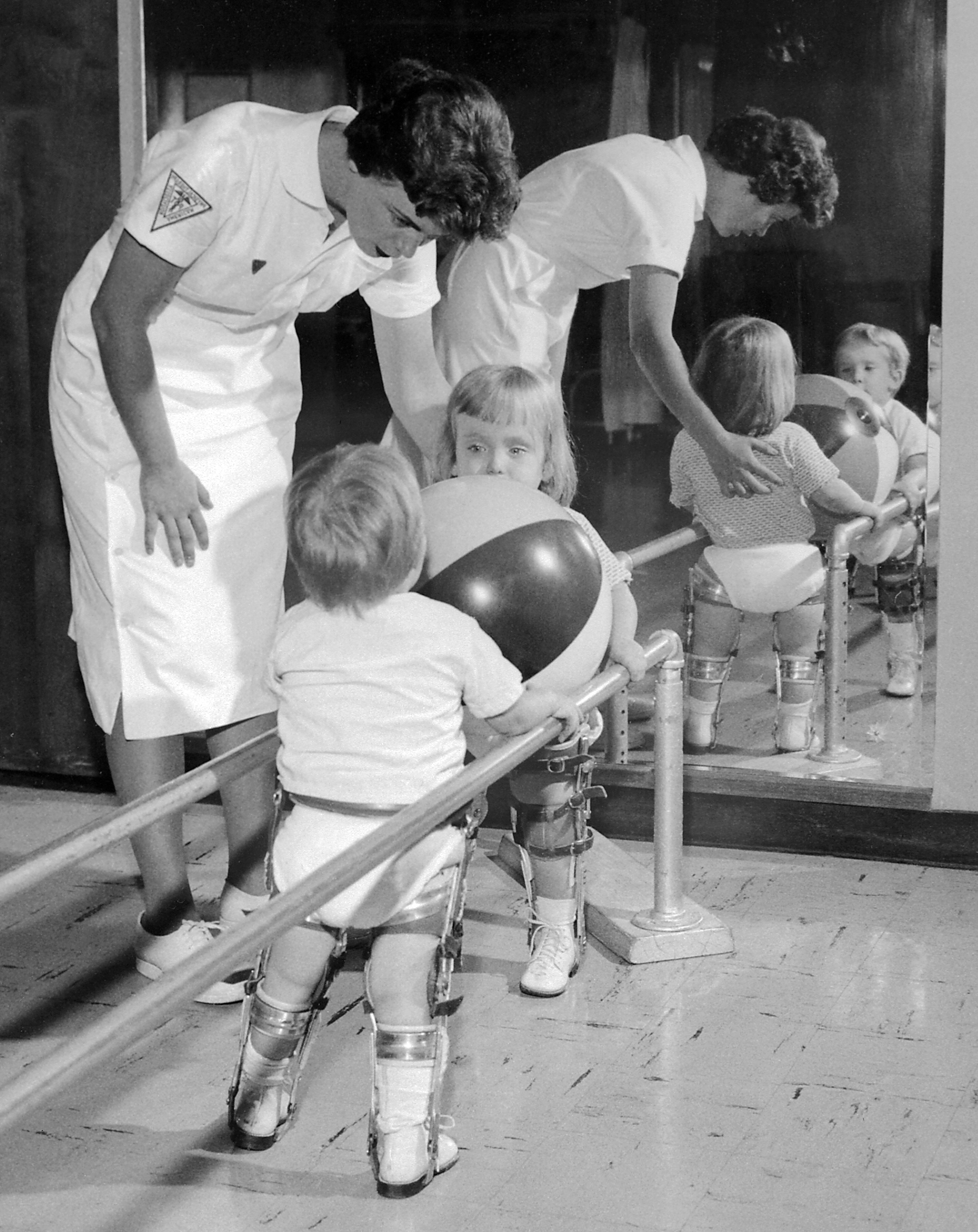
صورة تبين طفل يتعلم